# Olofsfors flygfält
Olofsfors flygfält, nära Olofsfors i Västerbottens län, var ett flygfält beläget tre kilometer väster om Nordmaling. Fram till december 1961 var det en gemensam flygplats för Örnsköldsvik, Umeå och Nordmaling.

## Historia
Flygfältet etablerades som krigsflygfält i början av andra världskriget. Sveriges riksdag tog i juni 1939 beslut att förstärka luftförsvaret genom att anlägga 20 strategiskt placerade krigsflygfält. I Olofsfors etablerades Krigsflygfält 19. Marken köptes av Nordmalings Ångsågs AB. Kostnaden för att iordningställa marken uppgick till 169 000 kronor. 1940 påbörjades arbetet med att schakta och dränera flygfältsytan, därefter sås ytan med gräsfrö. Fältet öppnades 1942.
Infrastrukturen bestod av en hangar, baracker för manskapet, expeditionsbarack, utedass och bränsleförråd. I anslutning till flygfältet anlades hästskoformade jordvärn för flygplan. 
På bergen Brännåsen och Hännesåsen som omgärdar Olofsfors anlades försvarsanläggningar av betong och kallmurade stenar med bland annat ammunitionsförråd, luftvärnsbunkrar, skyttevärn, skyddsbunkrar och luftvärnstorn. Västerbottens museum har dokumenterat försvarsanläggningens lämningar i Kulturmiljöregistret.
Efter kriget övergick flygfältet till att bli en civil flygplats för Örnsköldsvik, Umeå  och Nordmaling. Transair startade 1955 tidningsflygningar Stockholm/Bromma - Olofsfors. 1956 övertog AIRTACO verksamheten, som sedan ombildades till Linjeflyg. Den 19 maj 1957 anlände Linjeflygs första reguljära passagerarflygplan. Under Linjeflygs period hade Olofsfors Flygplats 2 924 avgångar och cirka 82 000 flygpassagerare. Flygtrafiken upphörde den 16 december 1961. 
Nordmalings Flygklubb, Umeå Flygklubb och Norra Ångermanlands Flygklubb bedrev flygverksamhet på fältet från 1947 fram till 1973. Under 1990-talet nyttjades flygfältet av klubben Skärmflygarna Västerbotten.

## Referenslista
1. ↑   Olofsfors flyghistoria: Utställning 2019. Utställningskompendium. Nordmalings hembygdsförening. 2019. http://libris.kb.se/bib/3dmgpcnq1t16309g